# Aroor
Aroor är en ort i Indien.   Den ligger i distriktet Alappuzha och delstaten Kerala, i den södra delen av landet, 2 100 km söder om huvudstaden New Delhi. Aroor ligger 9 meter över havet och antalet invånare är 39 214.
Terrängen runt Aroor är mycket platt. Havet är nära Aroor åt sydväst. Runt Aroor är det mycket tätbefolkat, med 1 692 invånare per kvadratkilometer. Närmaste större samhälle är Kochi, 9,2 km nordväst om Aroor. Trakten runt Aroor består huvudsakligen av våtmarker.